# Kampung Manggis
Kampung Manggis is een bestuurslaag in het regentschap Padang Panjang van de provincie West-Sumatra, Indonesië. Kampung Manggis telt 5278 inwoners (volkstelling 2010).